# Sam Ryder
Sam Ryder est un chanteur britannique, né en 1989 dans l'Essex. Il est le représentant du Royaume-Uni au Concours Eurovision de la chanson 2022 avec la chanson Space Man,.

## Biographie
Ryder a fréquenté la St John Payne Catholic School à Chelmsford, Essex entre 2000 et 2007.
Il commence à travailler dans l'industrie de la musique en tant que chanteur et guitariste en 2009, travaillant comme musicien de session pour les groupes The Morning After, Blessed by a Broken Heart et Close Your Eyes,. Ryder se fait connaitre grâce à TikTok pendant la Pandémie de Covid-19, où il commence à publier des reprises musicales. À la fin de l'année 2020, Ryder devient l'artiste le plus suivi sur la plateforme, ce qui le conduit à signer un contrat d'enregistrement avec Parlophone et l'agence de gestion TaP Music.
Le 10 mars 2022, la BBC annonce avoir sélectionné en interne Sam Ryder comme représentant britannique pour le concours Eurovision de la chanson 2022 avec la chanson Space Man. Il finira à la seconde place avec 466 points, derrière l'Ukraine (631 points), et devant l'Espagne (459 points).

## Discographie
Crédits adaptés de Spotify,,,,,,,,,,,,,,.

### Albums
2022 : There’s Nothing But Space, Man! (sortie prévue le 14 octobre 2022)